# Diabolidium calliandrae
Diabolidium calliandrae är en svampart som beskrevs av Berndt 1995. Diabolidium calliandrae ingår i släktet Diabolidium och familjen Raveneliaceae.   Inga underarter finns listade i Catalogue of Life.